# Sœurs de Saint Joseph d'Aoste
Les Sœurs de Saint Joseph d'Aoste forment une congrégation religieuse féminine enseignante, hospitalière et missionnaire de droit pontifical faisant partie de la fédération italienne des sœurs de Saint Joseph.

## Histoire
La congrégation dérive de la fondation faite au Puy-en-Velay par le jésuite Jean-Pierre Médaille (1610-1669). En 1831, Évase Agodino, évêque d'Aoste, demande à Mère Saint-Jean Fontbonne (1759-1843) de lui envoyer des sœurs dans son diocèse pour l'enseignement des petites filles et le soin des malades.
Le 1er septembre de la même année, quatre sœurs de Saint Joseph de Lyon (sœur Saint Louis, sœur Théodosie, sœur Saint Clement, sœur Marie des Anges)partent de Lyon. Arrivées à Aoste, elles s'installent dans l'ancien monastère augustin de Sainte Catherine. Avec le soutien d'André Jourdain, le nouvel évêque d'Aoste, elles ouvrent un noviciat et deviennent indépendantes de la maison-mère en 1845.
L'institut est reconnu de droit pontifical le 13 août 1928. La première maison de mission est fondée à Madagascar en 1965. Les vocations sur cette île permettent de créer d'autres maisons en Côte d'Ivoire en 1991, en Roumanie en 1993 et au Burkina Faso en 2008.
En 1966, la congrégation forme la fédération italienne des sœurs de Saint Joseph avec Chambéry, Coni, Turin, Pignerol, Novare et Suse (ces deux derniers instituts fusionnent avec celui de Turin en 2006). Les Sœurs de Saint Joseph de Pignerol fusionnent avec Chambéry le 1er mai 2021.

## Activités et diffusion
Les sœurs se consacrent à l'enseignement, aux soins des personnes âgées et des malades et à l'œuvre dans les missions.
Elles sont présentes en:
- Europe : Italie, Roumanie.
- Afrique : Burkina Faso, Côte d'Ivoire, Madagascar.

La maison-mère est à Aoste.
En 2017, la congrégation comptait 242 sœurs dans 34 maisons.

## Galerie photos

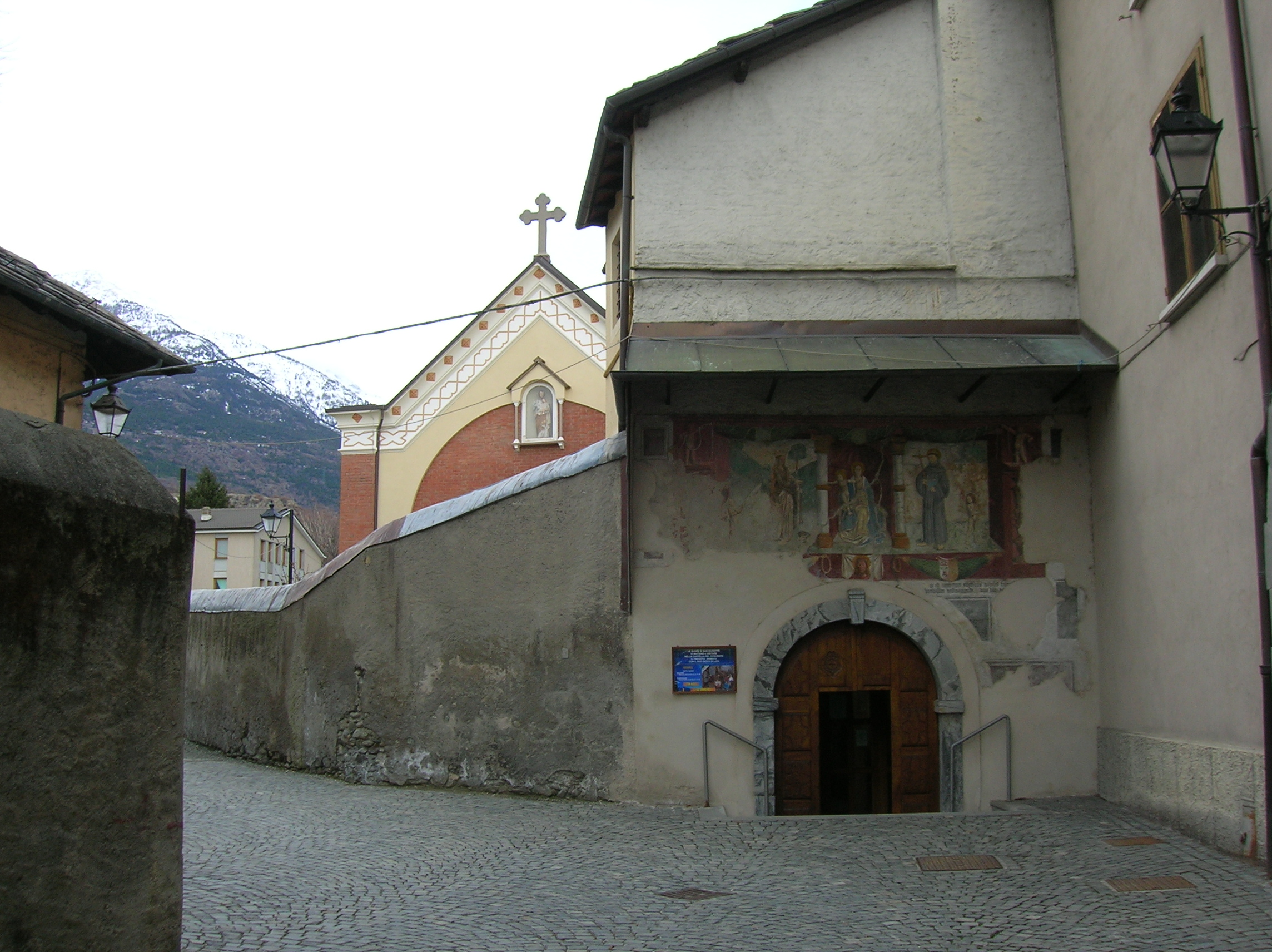
L'entrée de l'édifice de la congrégation, rue de l'amphithéâtre, à Aoste.
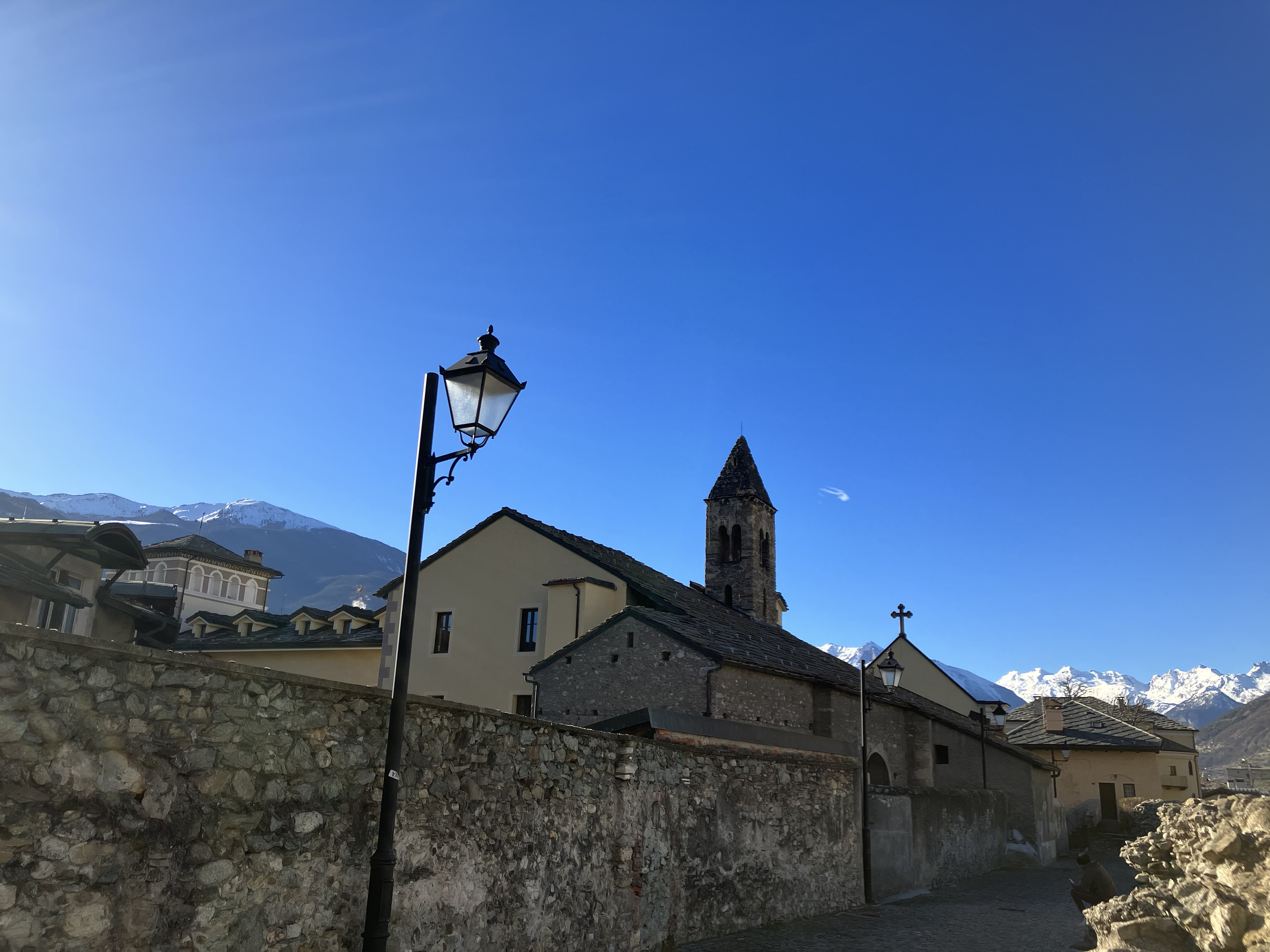
Le couvent, vue depuis la rue Guy Rey. À l'arrière-plan à droite, le glacier du Ruitor.
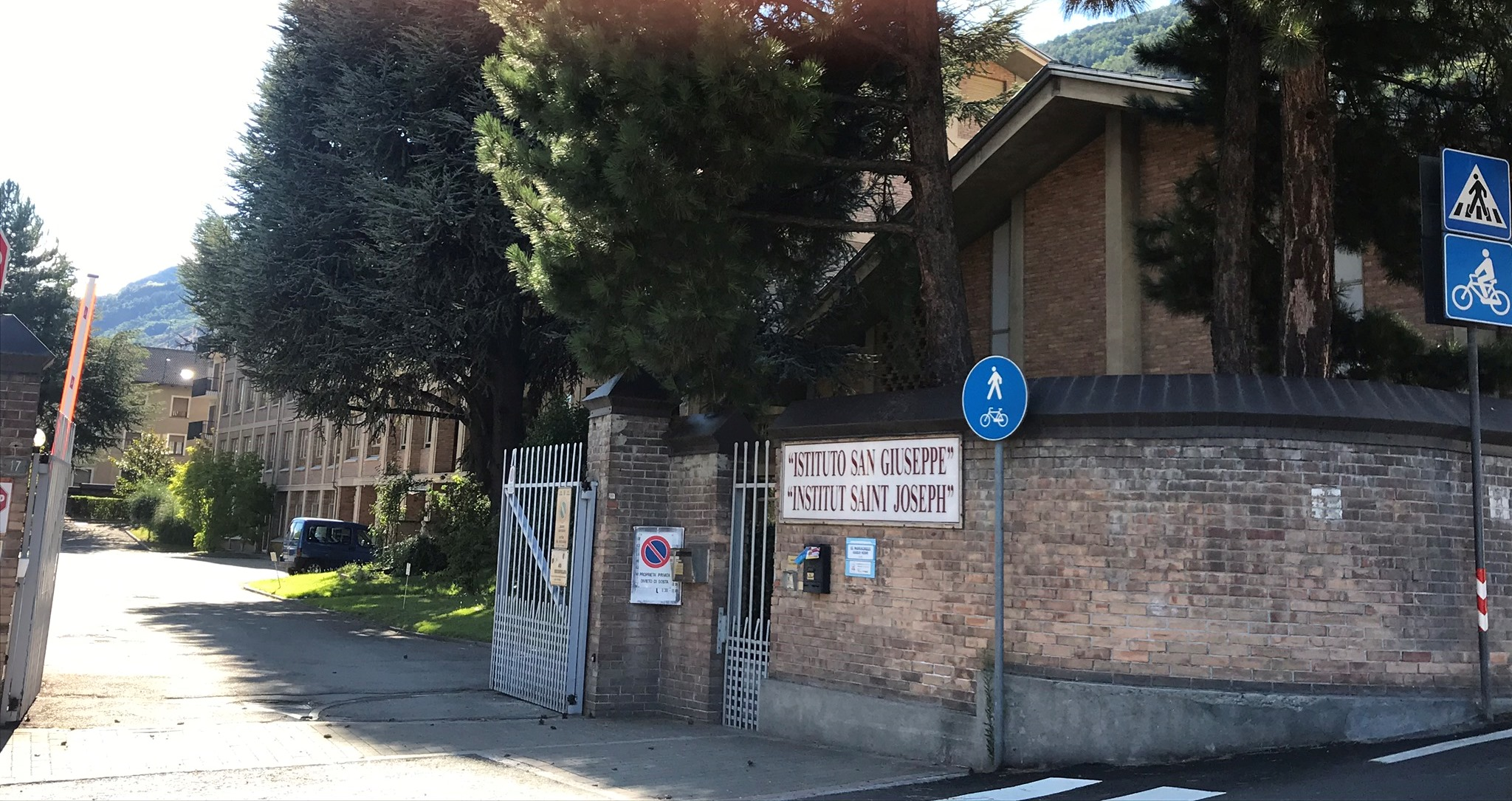
L'Institut Saint-Joseph, rue de Rome, à Aoste.